# Anisoperas cervinicolor
Anisoperas cervinicolor là một loài bướm đêm trong họ Geometridae.